# Аљана
Аљана (итал. Agliana) је насеље у Италији у округу Пистоја, региону Тоскана.
Према процени из 2011. у насељу је живело 14561 становника. Насеље се налази на надморској висини од 45 м.

## Становништво
Према резултатима пописа становништва 2011. у општини је живело 16.792 становника.
| 1931. | 1936. | 1951. | 1961.  | 1971.  | 1981.  | 1991.  | 2001.  | 2011.  |
| ----- | ----- | ----- | ------ | ------ | ------ | ------ | ------ | ------ |
| 6.268 | 6.369 | 7.386 | 10.079 | 12.626 | 13.333 | 13.410 | 14.628 | 16.792 |

## Партнерски градови
- Beit Sahour
- Mallemort
- Tifariti